# Cuore (programa de televisión)
Cuore fue un magacín de humor sobre la vida de las celebrities, en concreto, era la versión televisiva de la revista Cuore. Se emitía en las sobremesas del sábado y el domingo en Neox.

## Formato
El programa fue conducido por Raúl Pérez y Antonio Texeira y estaba dirigido a todo el que quisiera pasar un rato divertido y sentir que los famosos son tan humanos como ellos.
No era exactamente un programa de corazón, sino más bien un espacio en el que se hablaba de la vida de las celebrities, es decir, de gente con una trayectoria profesional reconocida. Actores, deportistas, cantantes... tanto nacionales como internacionales tuvieron su hueco en este ágil formato, dirigido al público joven.
Además de la actualidad internacional, el programa asistía a todas las fiestas, eventos y estrenos donde hubiera una celebrity a la que hacer un completísimo interrogatorio y analizar su estilo.
Cuore seguía el estilo de la revista y estaba concebido como un programa de humor.
El programa se realizaba a base de reportajes, aunque no contaba con un equipo de reporteros. Todas las piezas iban siendo presentadas y analizadas por los propios presentadores.

## Los presentadores
- Antonio Texeira. Su último trabajo ha sido en A fondo: Zona 0 de Antena 3. También le hemos podido ver de reportero en otros programas como El programa de Ana Rosa y España directo.

- Raúl Pérez. Conocido por sus apariciones en programas de televisión como El Intermedio y Saturday Night Live, en la actualidad colabora habitualmente en el programa Anda Ya imitando las voces de los famosos. Anteriormente le hemos visto en Estas no son las noticias y Se lo que hicisteis....